# Nomen dubium
Según el Código Internacional de Nomenclatura Zoológica un nomen dubium (del latín "nombre dudoso", plural nomina dubia) es un nombre científico cuya aplicación implica desconocimiento o duda. Cabe destacar que en el Código Internacional de Nomenclatura Botánica y en el Código Internacional de Nomenclatura de Procariotas no se contempla el "nomen dubium".
En caso de nomen dubium es imposible determinar si un espécimen entra en tal grupo o no. Esto puede ocurrir si el espécimen tipo, o el holotipo, se perdió o destruyó. Todos los códigos de nomenclatura permiten, en estos casos, elegir un nuevo espécimen tipo (neotipo).
Un nombre científico puede también ser nomen dubium si su holotipo es fragmentario o le faltan elementos diagnósticos importantes (esto es frecuente en caso de especies conocidas solo como fósiles). Como se ha dicho, y para preservar la estabilidad de los nombres científicos, el Código Internacional de Nomenclatura Zoológica permite elegir un nuevo espécimen tipo (neotipo), para un nomen dubium.

Artículo 75.5. Si un autor considera que la identidad taxonómica de un taxón nominal de nivel especie no puede determinarse a partir de su tipo portanombre existente (es decir, su nombre es un nomen dubium) y por consiguiente la estabilidad y la universalidad se ven amenazadas, el autor puede solicitar a la Comisión que anule el tipo portanombre existente por su poder plenario (Art. 81) y que designe un neotipo.

Por ejemplo, el reptil arcosaurio Parasuchus hislopi Lydekker, 1885 fue descripto basándose en un premaxilar (parte del hocico), lo que era insuficiente para distinguir Parasuchus de sus parientes cercanos. Esto hizo del nombre Parasuchus hislopi un nomen dubium. El paleontólogo texano Sankar Chatterjee propuso que fuese designado un nuevo espécimen tipo que consistía en un esqueleto completo. La Comisión Internacional de Nomenclatura Zoológica consideró el caso y aceptó en 2003 reemplazar el espécimen tipo original (el premaxilar) por el neotipo propuesto (un esqueleto completo).